# Мій найкращий друг — генерал Василь, син Йосипа
 «Мій найкращий друг — генерал Василь, син Йосипа» — радянський художній фільм 1991 року, режисера Віктора Садовського. Знятий на кіностудії «Ленфільм». Історичний фільм про долю знаменитого спортсмена Всеволода Боброва, який волею долі став фаворитом сина вождя — авіаційного воєначальника Василя Сталіна. В основі фільму — факти з реальної біографії легендарного капітана збірних СРСР з футболу і хокею.

## Сюжет
Сюжет фільму побудований як спогади Всеволода Багрова під час футбольного товариського матчу ветеранів москвичів з командою з Казані. Великий шанувальник спорту генерал-лейтенант Василь Сталін помітив молодого, перспективного хлопця Всеволода Багрова (Боброва). Талант і зухвалість спортсмена полюбилися синові Йосипа Сталіна. Незабаром Всеволод став найбільшим радянським футболістом і хокеїстом, його ім'я було на вустах, а поруч завжди залишалася людина, яка вважала себе його другом і вірила в його сили, Василь Сталін. Нікого не обійшов гнів генерала, крім улюбленого Багрова. Але зі смертю Сталіна настає і захід сина.

## У ролях
- Борис Щербаков —  Всеволод Багров  (прототип — Всеволод Бобров)
- Володимир Стєклов —  Василь Сталін
- Андрій Болтнєв —  полковник Астаф'єв
- Ірина Малишева —  Нінель
- Андрій Толубєєв —  Толік Шустров  (імовірно, Володимир Дьомін з ЦДКА)
- Ігор Горбачов —  професор Серебровський
- Петро Шелохонов —  полковник Савіних
- Ігор Єфімов —  генерал зі світи
- Анатолій Рудаков — епізод
- Георгій Штиль —  полковник зі світи
- Ян Янакієв —  Лаврентій Берія
- Валентина Ковель —  сусідка

## В епізодах
- Ернст Романов —  полковник Ярцев
- Михайло Девяткин —  сусід
- Євген Барков —  сусід
- Олександр Берда —  сусід
- Олексій Краснопольський —  полковник ВПС
- Олексій Ванін — епізод
- Андрей Пономарёв
- Анатолий Рудаков
- Сергей Лосев
- Ефим Иоффе
- Евгений Дергачев
- Никита Макаров
- Ирина Мячина
- Виктор Соловьев
- Алексей Стрепетов
- Михаил Колядин
- Олег Юдин
- Владимир Максимов
- Тариел Кения

## Знімальна група
- Режисер — Віктор Садовський
- Сценаристи — Валентин Єжов, Павло Которобай, Віктор Садовський
- Оператор — Вадим Грамматиков
- Композитор — Владлен Чистяков
- Художник — Володимир Свєтозаров